# Càrex distant
El càrex distant o sisca de cadiretes (Carex distans) és una herba perenne de la família de les ciperàcies.

## Descripció
Aquest hemicriptòfit viu zones humides, es caracteritza pel fet que té les espigues de flors masculines a dalt d'un peduncle i les espigues de flors femenines més avall eixint de l'axil·la d'una bràctea, fet al qual al·ludeix el nom de l'espècie. El port del càrex distant és discret, amb tiges de només 1 mm de gruix que superen de poc el mig metre d'alçada i fulles llargues de només 3-5 mm d'amplada. La seua època de floració és de maig a agost.

## Distribució i Hàbitat
Tot i ser una espècie amb una distribució pluriregional habita a les jonqueres, als canyissars i a les vores de l'aigua, des de Macaronèsia, regió del Mediterrani i Àsia fins al Japó. Sovint el càrex distant resta amagat entre altres plantes més robustes.
Es pot trobar al País Valencià, en les províncies d'Alacant i Castelló, als Països Catalans, en les províncies de Barcelona, Girona, Lleida i Tarragona, i per totes les Illes Balears.

## Galeria

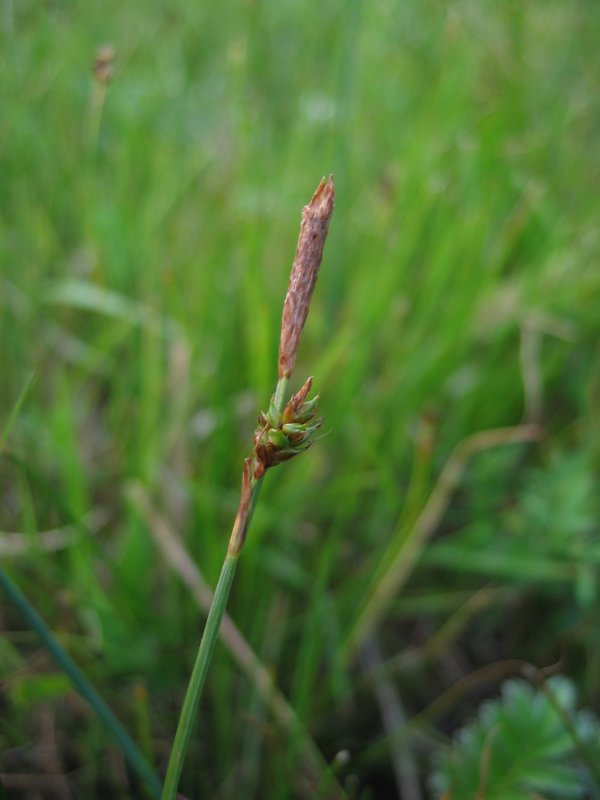
Inflorescència masculina (dalt) i femenina (baix).
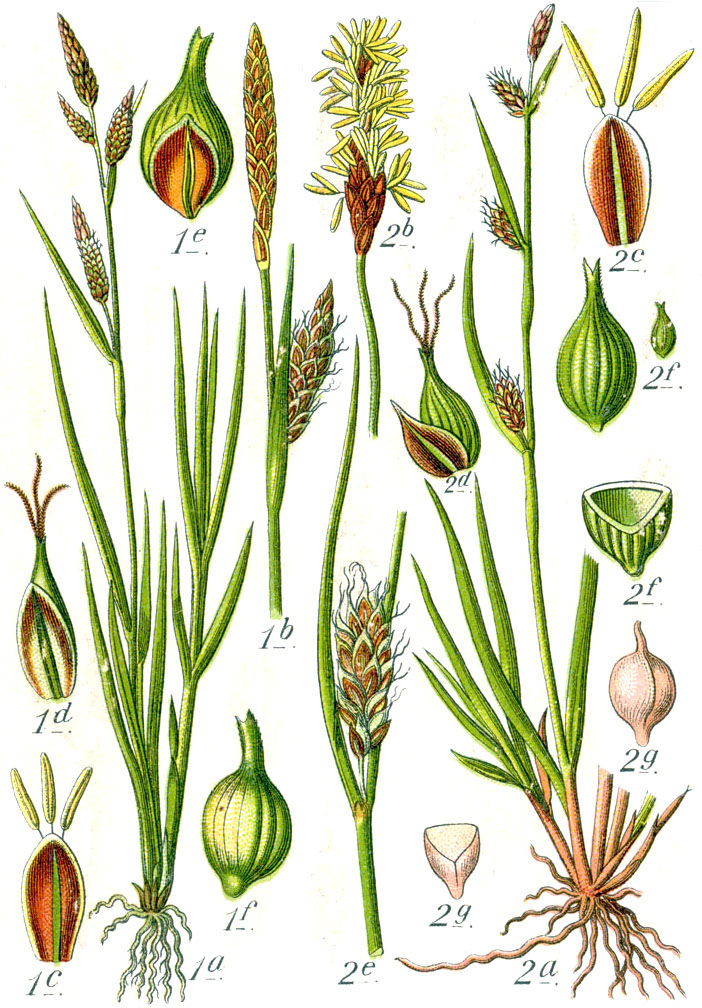
Il·lustració (2) extreta de Deutschlands Flora in Abbildungen.